# Phalaenopsis rundumensis
Phalaenopsis rundumensis ist eine Pflanzenart aus der Gattung Phalaenopsis innerhalb der Familie der Orchideen (Orchidaceae). Dieser Epiphyt ist auf Borneo endemisch.

## Beschreibung

### Vegetative Merkmale
Phalaenopsis rundumensis ist eine ausdauernde krautige Pflanze. An der Sprossachse befinden sich gewöhnlich nur zwei oder drei Laubblätter. Die einfache Blattspreite ist 20 bis 23 Zentimeter lang sowie 7 bis 10 Zentimeter breit.

### Generative Merkmale
Zwei oder drei Blüten befinden sich in Gruppen an einem sich langsam verlängernden Blütenstand und erscheinen nacheinander. Die zwittrige Blüte ist bei einer Größe von etwa 5,8 Zentimeter zygomorph und dreizählig. Der elliptische Mittellappen und gezähntem oberen Ende der Lippe, zeigen eine sehr variable Färbung.

## Standortbedingungen
Die ersten Pflanzenexemplare wurden in Wäldern in Höhenlagen von 600 bis 800 Metern gesammelt.

## Systematik
Die Erstbeschreibung von Phalaenopsis rundumensis erfolgte 2012 durch Phillip Cribb und Anthony L. Lamb in Malesian Orchid Journal, Band 9 ("2011"), Seite 51 veröffentlicht. Das Typusexemplar wurde in der Gegend von Rundum in Sabah gesammelt, was sich in dem Artepitheton rundumensis widerspiegelt.
Phalaenopsis rundumensis bildet zusammen mit Phalaenopsis kapuasensis, Phalaenopsis gigantea und Phalaenopsis doweryensis einen Artkomplex. Möglicherweise ist sie eine intermediäre Art zwischen Phalaenopsis gigantea und Phalaenopsis doweryensis.